# Elezioni politiche in Italia del 1972 per circoscrizione (Senato della Repubblica)
Le elezioni politiche in Italia del 1972 nelle circoscrizioni del Senato della Repubblica videro i seguenti risultati.

## Risultati
Circoscrizione Piemonte;
| Liste                                         | Voti      | %     | Seggi |
| --------------------------------------------- | --------- | ----- | ----- |
| Democrazia Cristiana                          | 983 187   | 36,50 | 9     |
| PCI - PSIUP                                   | 736 937   | 27,36 | 7     |
| Partito Socialista Italiano                   | 309 095   | 11,47 | 3     |
| Partito Liberale Italiano                     | 230 716   | 8,56  | 2     |
| Partito Socialista Democratico Italiano       | 206 707   | 7,67  | 2     |
| Movimento Sociale Italiano - Destra Nazionale | 130 877   | 4,86  | 1     |
| Partito Repubblicano Italiano                 | 96 422    | 3,58  | –     |
| Totale                                        | 2 693 941 | 100   | 24    |

Circoscrizione Lombardia;
| Liste                                           | Voti      | %     | Seggi |
| ----------------------------------------------- | --------- | ----- | ----- |
| Democrazia Cristiana                            | 2 072 474 | 41,69 | 20    |
| PCI - PSIUP                                     | 1 219 259 | 24,53 | 12    |
| Partito Socialista Italiano                     | 644 694   | 12,97 | 6     |
| Movimento Sociale Italiano - Destra Nazionale   | 303 850   | 6,11  | 2     |
| Partito Liberale Italiano                       | 279 887   | 5,63  | 2     |
| Partito Socialista Democratico Italiano         | 265 118   | 5,33  | 2     |
| Partito Repubblicano Italiano                   | 157 535   | 3,17  | 1     |
| Partito Comunista (Marxista-Leninista) Italiano | 27 876    | 0,56  | –     |
| Totale                                          | 4 970 693 | 100   | 45    |

Circoscrizione Trentino-Alto Adige;
| Liste                                         | Voti    | %     | Seggi |
| --------------------------------------------- | ------- | ----- | ----- |
| Democrazia Cristiana                          | 185 853 | 40,85 | 5     |
| PPST - PPTT                                   | 113 452 | 24,94 | 2     |
| Partito Socialista Italiano                   | 37 957  | 8,34  | –     |
| PCI - PSIUP                                   | 35 956  | 7,90  | –     |
| Tirol                                         | 28 735  | 6,32  | –     |
| Partito Socialista Democratico Italiano       | 20 615  | 4,53  | –     |
| Movimento Sociale Italiano - Destra Nazionale | 16 937  | 3,72  | –     |
| Partito Liberale Italiano                     | 8 230   | 1,81  | –     |
| Partito Repubblicano Italiano                 | 7 213   | 1,59  | –     |
| Totale                                        | 454 948 | 100   | 7     |

Circoscrizione Veneto;
| Liste                                         | Voti      | %     | Seggi |
| --------------------------------------------- | --------- | ----- | ----- |
| Democrazia Cristiana                          | 1 245 628 | 53,25 | 14    |
| PCI - PSIUP                                   | 434 777   | 18,59 | 4     |
| Partito Socialista Italiano                   | 253 807   | 10,85 | 2     |
| Partito Socialista Democratico Italiano       | 157 802   | 6,75  | 1     |
| Movimento Sociale Italiano - Destra Nazionale | 107 423   | 4,59  | 1     |
| Partito Liberale Italiano                     | 94 957    | 4,06  | 1     |
| Partito Repubblicano Italiano                 | 44 892    | 1,92  | –     |
| Totale                                        | 2 339 286 | 100   | 23    |

Circoscrizione Friuli-Venezia Giulia;
| Liste                                         | Voti    | %     | Seggi |
| --------------------------------------------- | ------- | ----- | ----- |
| Democrazia Cristiana                          | 336 355 | 44,26 | 4     |
| PCI - PSIUP                                   | 161 178 | 21,21 | 2     |
| Partito Socialista Italiano                   | 85 573  | 11,26 | 1     |
| Partito Socialista Democratico Italiano       | 67 003  | 8,82  | –     |
| Movimento Sociale Italiano - Destra Nazionale | 59 362  | 7,81  | –     |
| Partito Liberale Italiano                     | 31 198  | 4,11  | –     |
| Partito Repubblicano Italiano                 | 19 321  | 2,54  | –     |
| Totale                                        | 759 990 | 100   | 7     |

Circoscrizione Liguria;
| Liste                                         | Voti      | %     | Seggi |
| --------------------------------------------- | --------- | ----- | ----- |
| Democrazia Cristiana                          | 396 184   | 33,57 | 5     |
| PCI - PSIUP                                   | 384 236   | 32,56 | 5     |
| Partito Socialista Italiano                   | 141 742   | 12,01 | 1     |
| Partito Liberale Italiano                     | 76 277    | 6,46  | –     |
| Movimento Sociale Italiano - Destra Nazionale | 72 806    | 6,17  | –     |
| Partito Socialista Democratico Italiano       | 67 298    | 5,70  | –     |
| Partito Repubblicano Italiano                 | 41 603    | 3,53  | –     |
| Totale                                        | 1 180 146 | 100   | 11    |

Circoscrizione Emilia-Romagna;
| Liste                                         | Voti      | %     | Seggi |
| --------------------------------------------- | --------- | ----- | ----- |
| PCI - PSIUP                                   | 1 125 911 | 45,71 | 11    |
| Democrazia Cristiana                          | 665 777   | 27,03 | 6     |
| Partito Socialista Italiano                   | 221 344   | 8,99  | 2     |
| Partito Socialista Democratico Italiano       | 153 383   | 6,23  | 1     |
| Movimento Sociale Italiano - Destra Nazionale | 102 932   | 4,18  | 1     |
| Partito Repubblicano Italiano                 | 98 327    | 3,99  | 1     |
| Partito Liberale Italiano                     | 95 492    | 3,88  | –     |
| Totale                                        | 2 463 166 | 100   | 22    |

Circoscrizione Toscana;
| Liste                                         | Voti      | %     | Seggi |
| --------------------------------------------- | --------- | ----- | ----- |
| PCI - PSIUP                                   | 960 586   | 43,65 | 9     |
| Democrazia Cristiana                          | 692 880   | 31,48 | 7     |
| Partito Socialista Italiano                   | 215 436   | 9,79  | 2     |
| Movimento Sociale Italiano - Destra Nazionale | 121 609   | 5,53  | 1     |
| Partito Socialista Democratico Italiano       | 101 747   | 4,62  | 1     |
| Partito Repubblicano Italiano                 | 55 549    | 2,52  | –     |
| Partito Liberale Italiano                     | 52 980    | 2,41  | –     |
| Totale                                        | 2 200 787 | 100   | 20    |

Circoscrizione Umbria;
| Liste                                         | Voti    | %     | Seggi |
| --------------------------------------------- | ------- | ----- | ----- |
| PCI - PSIUP                                   | 210 156 | 43,44 | 3     |
| Democrazia Cristiana                          | 159 500 | 32,97 | 3     |
| Partito Socialista Italiano                   | 53 295  | 11,02 | 1     |
| Movimento Sociale Italiano - Destra Nazionale | 30 448  | 6,29  | –     |
| Partito Socialista Democratico Italiano       | 15 012  | 3,10  | –     |
| Partito Repubblicano Italiano                 | 9 208   | 1,90  | –     |
| Partito Liberale Italiano                     | 6 184   | 1,28  | –     |
| Totale                                        | 483 803 | 100   | 7     |

Circoscrizione Marche;
| Liste                                         | Voti    | %     | Seggi |
| --------------------------------------------- | ------- | ----- | ----- |
| Democrazia Cristiana                          | 331 846 | 40,69 | 4     |
| PCI - PSIUP                                   | 284 348 | 34,86 | 3     |
| Partito Socialista Italiano                   | 72 013  | 8,83  | 1     |
| Movimento Sociale Italiano - Destra Nazionale | 43 616  | 5,35  | –     |
| Partito Socialista Democratico Italiano       | 35 547  | 4,36  | –     |
| Partito Repubblicano Italiano                 | 29 542  | 3,62  | –     |
| Partito Liberale Italiano                     | 18 717  | 2,29  | –     |
| Totale                                        | 815 629 | 100   | 8     |

Circoscrizione Lazio;
| Liste                                         | Voti      | %     | Seggi |
| --------------------------------------------- | --------- | ----- | ----- |
| Democrazia Cristiana                          | 875 053   | 33,72 | 8     |
| PCI - PSIUP                                   | 732 114   | 28,21 | 7     |
| Movimento Sociale Italiano - Destra Nazionale | 403 742   | 15,56 | 4     |
| Partito Socialista Italiano                   | 222 338   | 8,57  | 2     |
| Partito Socialista Democratico Italiano       | 143 909   | 5,54  | 1     |
| Partito Liberale Italiano                     | 118 363   | 4,56  | 1     |
| Partito Repubblicano Italiano                 | 97 075    | 3,74  | 1     |
| Azione Cristiana Popolare                     | 2 713     | 0,10  | –     |
| Totale                                        | 2 595 307 | 100   | 24    |

Circoscrizione Abruzzo;
| Liste                                         | Voti    | %     | Seggi |
| --------------------------------------------- | ------- | ----- | ----- |
| Democrazia Cristiana                          | 304 658 | 47,44 | 4     |
| PCI - PSIUP                                   | 173 145 | 26,96 | 2     |
| Partito Socialista Italiano                   | 62 461  | 9,73  | 1     |
| Movimento Sociale Italiano - Destra Nazionale | 55 709  | 8,67  | –     |
| Partito Socialista Democratico Italiano       | 23 416  | 3,65  | –     |
| Partito Liberale Italiano                     | 13 351  | 2,08  | –     |
| Partito Repubblicano Italiano                 | 9 510   | 1,48  | –     |
| Totale                                        | 642 250 | 100   | 7     |

Circoscrizione Molise;
| Liste                                         | Voti    | %     | Seggi |
| --------------------------------------------- | ------- | ----- | ----- |
| Democrazia Cristiana                          | 99 044  | 58,40 | 2     |
| Sinistre Unite                                | 41 833  | 24,67 | –     |
| Partito Socialista Democratico Italiano       | 10 523  | 6,20  | –     |
| Movimento Sociale Italiano - Destra Nazionale | 10 274  | 6,06  | –     |
| Partito Liberale Italiano                     | 4 519   | 2,66  | –     |
| Partito Repubblicano Italiano                 | 3 409   | 2,01  | –     |
| Totale                                        | 169 602 | 100   | 2     |

Circoscrizione Campania;
| Liste                                         | Voti      | %     | Seggi |
| --------------------------------------------- | --------- | ----- | ----- |
| Democrazia Cristiana                          | 858 429   | 35,79 | 11    |
| PCI - PSIUP                                   | 567 873   | 23,68 | 7     |
| Movimento Sociale Italiano - Destra Nazionale | 437 384   | 18,24 | 5     |
| Partito Socialista Italiano                   | 221 223   | 9,22  | 3     |
| Partito Socialista Democratico Italiano       | 135 563   | 5,65  | 1     |
| Partito Repubblicano Italiano                 | 94 512    | 3,94  | 1     |
| Partito Liberale Italiano                     | 83 259    | 3,47  | 1     |
| Totale                                        | 2 398 243 | 100   | 29    |

Circoscrizione Puglia;
| Liste                                         | Voti      | %     | Seggi |
| --------------------------------------------- | --------- | ----- | ----- |
| Democrazia Cristiana                          | 686 508   | 39,30 | 9     |
| PCI - PSIUP                                   | 461 667   | 26,43 | 6     |
| Movimento Sociale Italiano - Destra Nazionale | 243 198   | 13,92 | 3     |
| Partito Socialista Italiano                   | 193 124   | 11,06 | 2     |
| Partito Socialista Democratico Italiano       | 75 171    | 4,30  | 1     |
| Partito Liberale Italiano                     | 53 443    | 3,06  | –     |
| Partito Repubblicano Italiano                 | 33 738    | 1,93  | –     |
| Totale                                        | 1 746 849 | 100   | 21    |

Circoscrizione Basilicata;
| Liste                                         | Voti    | %     | Seggi |
| --------------------------------------------- | ------- | ----- | ----- |
| Democrazia Cristiana                          | 135 846 | 46,16 | 4     |
| PCI - PSIUP                                   | 75 041  | 25,50 | 2     |
| Partito Socialista Italiano                   | 37 744  | 12,83 | 1     |
| Movimento Sociale Italiano - Destra Nazionale | 22 892  | 7,78  | –     |
| Partito Socialista Democratico Italiano       | 14 543  | 4,94  | –     |
| Partito Liberale Italiano                     | 5 970   | 2,03  | –     |
| Partito Repubblicano Italiano                 | 2 227   | 0,76  | –     |
| Totale                                        | 294 263 | 100   | 7     |

Circoscrizione Calabria;
| Liste                                         | Voti    | %     | Seggi |
| --------------------------------------------- | ------- | ----- | ----- |
| Democrazia Cristiana                          | 334 443 | 37,75 | 5     |
| PCI - PSIUP                                   | 247 011 | 27,88 | 4     |
| Movimento Sociale Italiano - Destra Nazionale | 135 145 | 15,26 | 2     |
| Partito Socialista Italiano                   | 117 615 | 13,28 | 1     |
| Partito Socialista Democratico Italiano       | 27 494  | 3,10  | –     |
| Partito Repubblicano Italiano                 | 15 350  | 1,73  | –     |
| Partito Liberale Italiano                     | 8 777   | 0,99  | –     |
| Totale                                        | 885 835 | 100   | 12    |

Circoscrizione Sicilia;
| Liste                                         | Voti      | %     | Seggi |
| --------------------------------------------- | --------- | ----- | ----- |
| Democrazia Cristiana                          | 809 818   | 35,95 | 11    |
| PCI - PSIUP                                   | 502 633   | 22,32 | 7     |
| Movimento Sociale Italiano - Destra Nazionale | 378 461   | 16,80 | 5     |
| Partito Socialista Italiano                   | 257 155   | 11,42 | 3     |
| Partito Liberale Italiano                     | 108 327   | 4,81  | 1     |
| Partito Repubblicano Italiano                 | 103 007   | 4,57  | 1     |
| Partito Socialista Democratico Italiano       | 92 959    | 4,13  | 1     |
| Totale                                        | 2 252 360 | 100   | 29    |

Circoscrizione Sardegna;
| Liste                                         | Voti    | %     | Seggi |
| --------------------------------------------- | ------- | ----- | ----- |
| Democrazia Cristiana                          | 292 046 | 41,35 | 4     |
| PCI - PSIUP - PSd'Az                          | 189 534 | 26,83 | 3     |
| Movimento Sociale Italiano - Destra Nazionale | 88 202  | 12,49 | 1     |
| Partito Socialista Italiano                   | 79 091  | 11,20 | 1     |
| PSDI - PRI                                    | 31 953  | 4,52  | –     |
| Partito Liberale Italiano                     | 25 525  | 3,61  | –     |
| Totale                                        | 706 351 | 100   | 9     |

Circoscrizione Valle d'Aosta.
| Liste                                         | Voti   | %     | Seggi |
| --------------------------------------------- | ------ | ----- | ----- |
| DC - UV - RV - PSDI                           | 31 114 | 49,70 | 1     |
| Democratici Popolari                          | 26 372 | 42,12 | –     |
| Partito Liberale Italiano                     | 3 003  | 4,80  | –     |
| Movimento Sociale Italiano - Destra Nazionale | 2 119  | 3,38  | –     |
| Totale                                        | 62 608 | 100   | 1     |

## Elezioni supplletive
Circoscrizione Valle d'Aosta;
| Liste                                         | Voti   | %     | Seggi |
| --------------------------------------------- | ------ | ----- | ----- |
| UVP - DP - PCI - PSI                          | 29 667 | 48,67 | 1     |
| DC - UV - RV - PSDI                           | 29 099 | 47,74 | –     |
| Movimento Sociale Italiano - Destra Nazionale | 2 192  | 3,60  | –     |
| Totale                                        | 60 958 | 100   | 1     |